# Tanju Çolak
Tanju Çolak (Samsun,  1963. november 10. –) aranycipős, török válogatott labdarúgó.